# Sesso sicuro

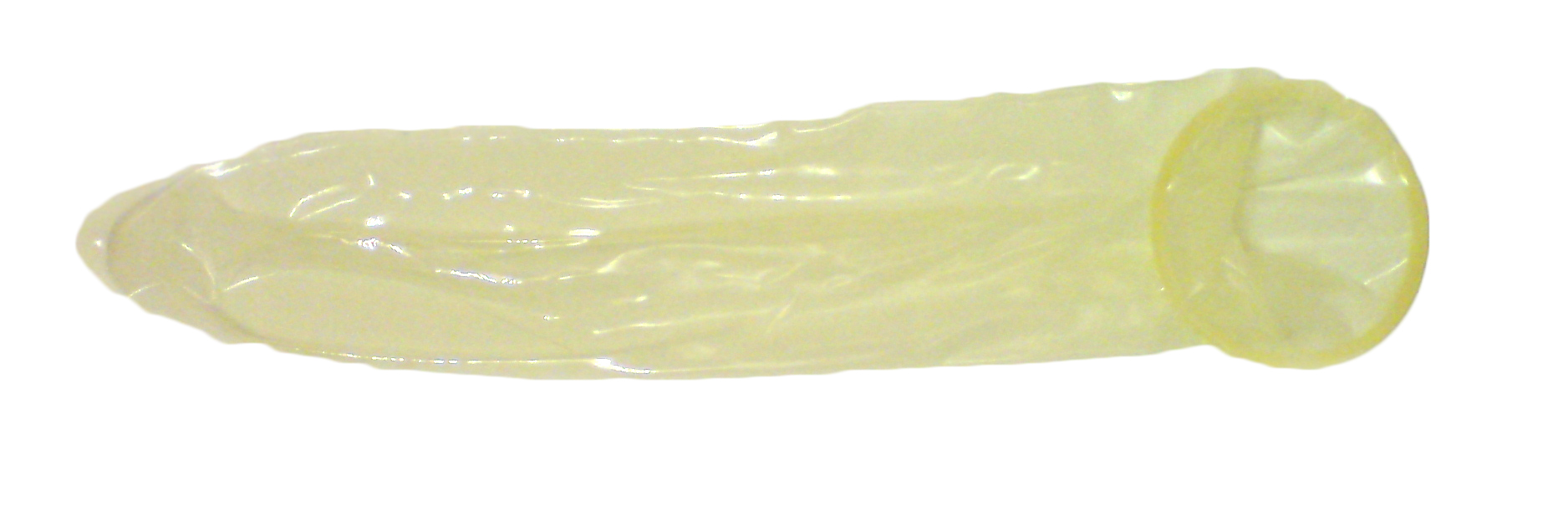
Profilattico da utilizzarsi prima di inserire il pene, o le dita o altro, nelle cavità dell'altrui corpo

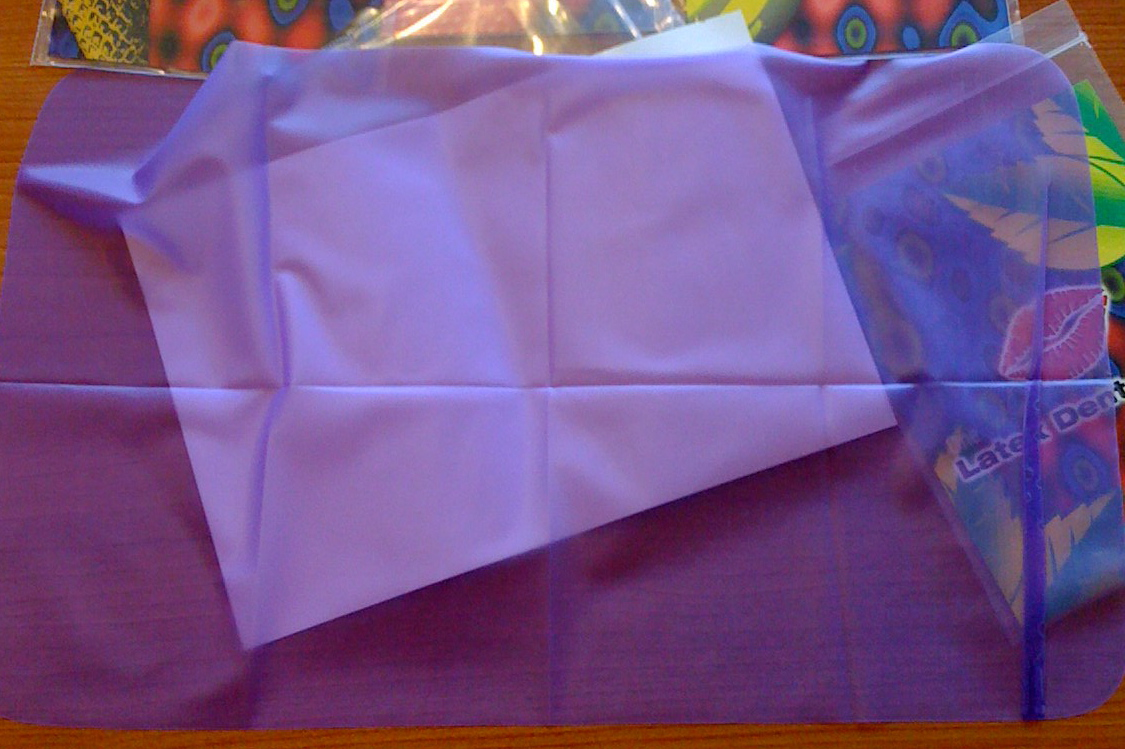
Dental dam da impiegarsi per coprire le zone erogene prima di effettuare un cunnilingus od un anilingus

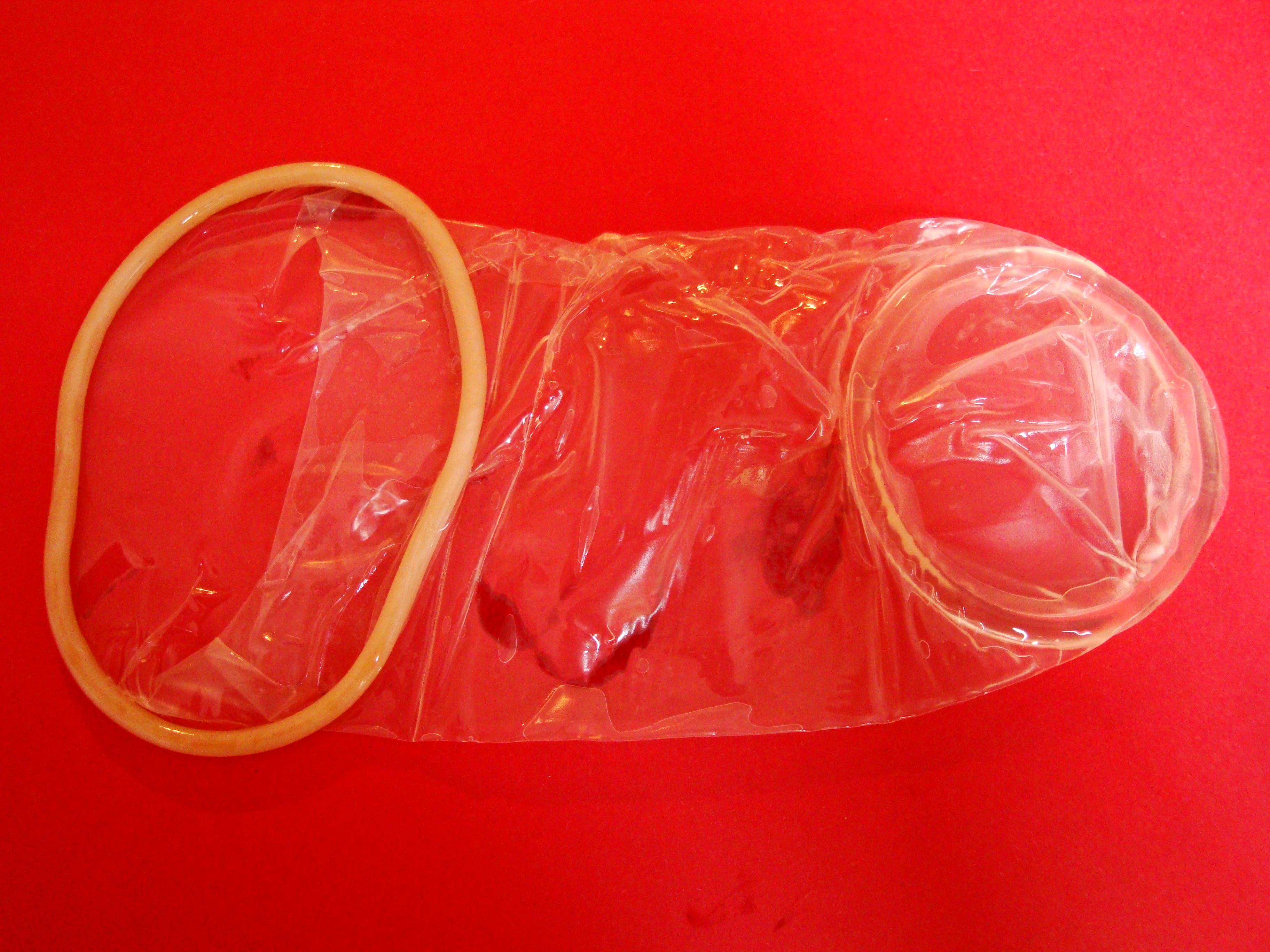
Profilattico femminile o Femidom, analogo alla versione maschile, da inserire minuti od ore prima del rapporto

Si può definire sesso sicuro (in inglese safe sex o safer sex) l'attività sessuale umana praticata in condizioni di sicurezza igienica e sanitaria, ovvero adottando tutte le precauzioni necessarie nei confronti delle malattie sessualmente trasmissibili (di seguito definite MST).

## Storia
Il problema della sicurezza nei confronti della sessualità umana è stato avvertito in forma di vero e proprio allarme medico e sociale solo a partire dagli anni ottanta, ovvero col diffondersi del virus HIV, il virus che provoca l'AIDS. Inizialmente questa sindrome è stata concepita come una malattia strettamente correlata alla promiscuità sessuale ed all'omosessualità; successivamente è stato compreso anche dalla massa delle persone il concreto pericolo di trasmissione associato a questo virus nei confronti di qualsivoglia attività sessuale, sia omo che eterosessuale.
In realtà il problema del sesso sicuro era stato problematicamente affrontato, in campo medico, già in precedenza, in particolare nel tentativo di debellare piaghe come quelle della sifilide e della gonorrea, alcune fra le cosiddette malattie veneree che tipicamente affliggevano le prostitute e quindi i maschi che usufruivano delle loro prestazioni. Con lo sviluppo delle case di tolleranza, erano diventati frequenti e di routine controlli sanitari e basilari misure di igiene, volte appunto a limitare la trasmissione di queste malattie.
Solo negli ultimi decenni del secolo scorso, tuttavia, la principale misura precauzionale atta a impedire la diffusione di malattie sessuali, ovvero l'uso del profilattico, ha conosciuto una crescente, anche se non dappertutto uguale, diffusione.

## Rischi legati al sesso
Si possono considerare rischi legati al sesso soprattutto quelli attinenti alla sfera dell'incolumità fisica dei soggetti sessualmente attivi; per estensione, fra questi rischi si possono annoverare, in particolare nei soggetti più giovani, quelli legati alla possibilità di una eventuale fecondazione. Essa infatti può comportare conseguenze negative soprattutto di carattere psicologico, che in una certa misura possono essere prevenute adottando metodiche di "sesso sicuro".
Va precisato in ogni caso che il sesso a rischio zero non esiste: per definizione, il sesso è un'attività umana che comporta la relazione fisica, intima, fra due persone, che stabiliscono fra loro un contatto immediato tale da consentire lo scambio di umori, quali sperma, sudore, saliva e altre emissioni fisiche, che possono contenere al loro interno vari tipi di virus e batteri. La consapevolezza del rischio è quindi il primo strumento per limitarlo; non si può invece considerare un metodo di "sesso sicuro" l'astinenza sessuale, in quanto essa per definizione non comporta sesso, pur essendo l'unico modo che realizza la sicurezza assoluta.

## Metodi di sesso sicuro
Per ottenere una buona sicurezza nell'attività sessuale, è opportuno adottare le seguenti precauzioni:
- Evitare di avere rapporti sessuali, di qualsiasi tipo, in presenza di evidenti stati di malattia, o anche solo di sintomi influenzali e/o di una infezione in atto, in particolare a carico dell'apparato genitale; il rapporto sessuale facilita enormemente lo scambio di virus e batteri di qualsiasi tipo e pericolosità, compresi, naturalmente, i virus influenzali e le infezioni;
- Limitare al massimo eventuali contatti diretti (ad es. durante la pratica del sesso orale) con il sangue del partner, espulso ad esempio durante il ciclo mestruale, in quanto alcune malattie sono trasmesse esclusivamente attraverso il sangue; è inoltre assolutamente sconsigliabile, soprattutto in caso di rapporti occasionali, il contatto orale con l'ano del/la partner sessuale, in quanto la zona naturalmente sede di notevoli quantità di batteri;
- Un'accurata igiene orale e intima, e in generale del corpo, prima e dopo il rapporto sessuale, soprattutto se occasionale; utile anche per ispezionare la propria condizione di salute osservando ad es. la presenza di malattie della pelle che potrebbero essere trasmesse durante l'attività sessuale;
- In caso di comparsa di eventuali sintomi quali irritazioni, infezioni, bruciori, in particolare nelle zone intime, riconducibili a MST, ricorrere tempestivamente alle cure mediche; molte MST possono infatti, se non curate in modo idoneo e immediato, degenerare causando sintomi più complessi e di più difficoltosa terapia. In questo senso, soprattutto chi pratica il sesso con numerosi partner occasionali può effettuare con regolarità test relativi a MST, come il test per rilevare la presenza del virus HIV; anche nel caso delle malattie più gravi, infatti, una cura tempestiva può contrastarle in modo più efficace, allungando enormemente le prospettive di vita del paziente; va inoltre ricordato che contro l'epatite A e B è disponibile un'efficace vaccinazione.
- Il corretto utilizzo del profilattico o del preservativo femminile (scarsamente noto e utilizzato, in realtà). Esso va indossato sin dall'inizio del rapporto, e utilizzato anche in caso di sesso orale o anale; ugualmente, il soggetto che pratica il cunnilingus nei confronti della partner, dovrebbe, per sicurezza, utilizzare un'apposita pellicola, definita diga dentale da frapporre fra la bocca e i genitali, in modo da evitare il contatto diretto fra le due parti. Il profilattico è in grado, se correttamente utilizzato, di costituire una barriera discretamente efficace nei confronti di tutte le principali MST; la sua scarsa diffusione, in particolare fra gli adolescenti, è tuttora una delle principali cause della diffusione di malattie che altrimenti potrebbero essere scongiurate. Le donne e gli uomini dovrebbero invece essere educati, sin da giovanissimi, a richiedere al partner l'uso del profilattico, e rifiutare qualsiasi tipo di rapporto, soprattutto se occasionale, in assenza dello stesso.
- In caso di sesso orale, occorre farne a meno se affetti da lesioni della mucosa orale; lesioni, o anche solo il sanguinamento delle gengive, possono essere facile veicolo di trasmissione delle MST. In ogni caso, il sesso orale, in assenza di contatto diretto con lo sperma e con il sangue, può considerarsi sesso sicuro, almeno nei confronti dell'AIDS; altre malattie minori, come gonorrea, sifilide, herpes genitale etc, possono invece essere trasmesse anche mediante questa modalità.
- Evitare l'ingestione diretta dello sperma, soprattutto con partner non affidabili dal punto di vista sanitario. Lo sperma è infatti veicolo di trasmissione del virus HIV, nonché di molte altre MST. Ugualmente il contatto dello sperma con la vagina e con l'ano può causare il contagio di queste malattie; la secrezione vaginale femminile, invece, non è ritenuta potenziale veicolo del virus HIV, e in ogni caso ha un ridotto contenuto batterico.
- L'utilizzo, soprattutto prima del rapporto, di droghe, alcool, o sostanze psicoattive può facilmente mettere fuorigioco le pratiche di sesso sicuro sopra definite, in particolare in caso di rapporti occasionali; esse infatti causano ridotta capacità di giudizio e un drastico calo delle inibizioni.
- Evitare l'utilizzo del coito interrotto: non solo non è un efficace metodo contraccettivo, ma può causare la trasmissione di MST, a causa del liquido pre-eiaculatorio emesso dal pene durante il rapporto prima dell'eiaculazione vera e propria; questo liquido, oltre a far rischiare una gravidanza indesiderata, può contenere virus e batteri responsabili della trasmissione delle suddette malattie (ad es. HIV).